# Lorry Thomsen
Lorry Thomsen (9 novembre 1984) è un ex calciatore vanuatuano, di ruolo attaccante.

## Carriera

### Club
Ha sempre giocato nel campionato di casa.

### Nazionale
Conta 14 presenze con la maglia della propria Nazionale.